# حوزه انتخابیه هشتم ایلینوی
حوزه انتخابیه هشتم ایلی‌نوی یک حوزه انتخابیه مجلس نمایندگان آمریکا است که در ایالت ایلی‌نوی قرار دارد.